# Jan Leitner
Jan Leitner (* 14. září 1953, Znojmo) je bývalý československý atlet české národnosti, který se věnoval skoku do dálky. Jako první český dálkař překonal hranici osmi metrů (803 cm – 19. srpen 1978, Praha).
V roce 1980 reprezentoval na Letních olympijských hrách v Moskvě, kde však jeho cesta skončila v kvalifikaci. Na halovém mistrovství Evropy 1982 v Miláně obsadil čtvrté místo výkonem 782 cm. Bronzový Ital Giovanni Evangelisti a stříbrný Švýcar Rolf Bernhard přitom skočili shodně jen o jediný cm dál. Na bronz dosáhl na evropském šampionátu v Athénách v témže roce (808 cm), kde mj. skončil na čtvrtém místě Zdeněk Mazur.
Titul halového mistra Evropy vybojoval na šampionátu v Göteborgu v roce 1984, kde skočil 796 cm. O rok později získal zlatou medaili také na prvních Světových halových hrách (předchůdce Halového mistrovství světa) v Paříži. Poslední významný úspěch zaznamenal na HME 1986 ve španělském Madridu, kde za výkon 817 cm získal bronz.

## Domácí tituly
- skok daleký (hala) - (5x - 1979, 1981, 1982, 1985, 1986)
- skok daleký (dráha) - (10x - 1975, 1976 - 1982, 1984, 1985)